# Siderastreidae
Famille
Les Siderastreidae constituent une famille de scléractiniaires (coraux durs).

## Description et caractéristiques
La taxinomie de cette famille est encore douteuse, et nécessite des vérifications ; les familles des Psammocoridae et Agariciidae en sont par exemple très proches. Les espèces de cette famille forment des colonies unisexuées, hermatypique (sauf quelques groupes fossiles). 
Les corallites sont immergés, avec des cloisons peu définies, formées par des épaississements des septo-costae. Les septes sont généralement fusionnées le long de leurs marges internes pour former des groupes en éventails. Elles ont des marges supérieures granulées, et sont très compactées et d'espacement régulier.

## Liste des genres
Selon World Register of Marine Species (19 juin 2015) :
- genre Pseudosiderastrea Yabe & Sugiyama, 1935 — 2 espèces
- genre Siderastrea Blainville, 1830 — 5 espèces

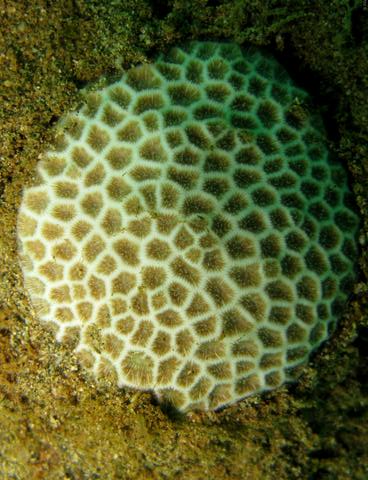
Pseudosiderastrea tayamai
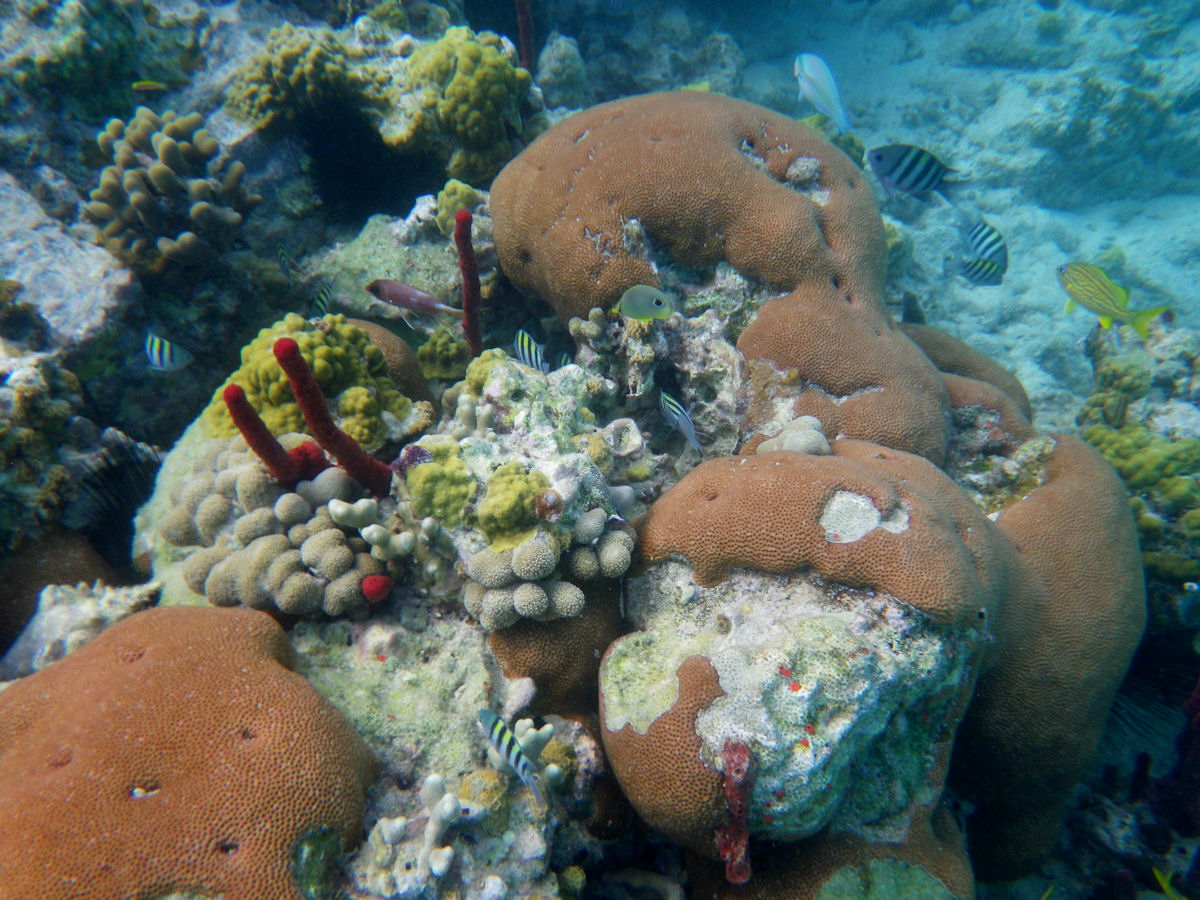
Siderastrea siderea